# 정과리
정과리(1958년 ~ )는 대한민국의 문학평론가, 교수이다.

## 약력
본명 정명교(鄭明敎). 대전광역시에서 태어나 서울대학교 불어불문학과를 졸업하고 동 대학원에서 석사학위와 박사학위를 받았다. 1979년 《동아일보》 신춘문예 평론 부문에 당선되어 등단했고, 《우리 세대의 문학》 편집위원(1982~1985), 《우리 시대의 문학》 편집위원(1986~1987), 《문학과사회》 편집동인(1988~2004)을 역임했다. 1992년 제4회 「소천비평문학상」, 2000년 제45회 「현대문학상」(평론부문), 2000년 제11회 「팔봉비평문학상」, 2005년 제16회 「김환태평론문학상」, 2005년 제13회 「대산문학상」(평론부문), 2015년 제25회 「편운문학상」(평론부문)을 수상했다. 충남대학교 불어불문학과 교수(1984~2000)를 역임했으며, 현재 연세대학교 국어국문학과 교수(2000~)로 재직 중이다.

## 수상
- 1992년 제4회 「소천비평문학상」
- 2000년 제45회 「현대문학상」(평론부문)
- 2000년 제11회 「팔봉비평문학상」
- 2005년 제16회 「김환태평론문학상」
- 2005년 제13회 「대산문학상」(평론부문)
- 2015년 제25회 「편운문학상」(평론부문)

## 저서

### 비평집
- 《문학, 존재의 변증법》(문학과지성사, 1985)
- 《존재의 변증법 2》(청하, 1986)
- 《스밈과 짜임》(문학과지성사, 1988)
- 《무덤 속의 마젤란》(문학과지성사, 1999)
- 《문학이라는 것의 욕망》(역락, 2005)
- 《네안데르탈인의 귀환》(문학과지성사, 2008)
- 《네안데르탈인의 귀향》(문학과지성사, 2008)
- 《글숨의 광합성》(문학과지성사, 2009)
- 《1980년대의 북극꽃들아, 뿔고둥을 불어라》(문학과지성사, 2014)
- Un désir de littérature coréenne, (Aix-en-Provence: DeCrescenzo éditeurs, 2015)

### 편저
- 《시야 너 아니냐》(문학과지성사, 1997) : 문학과지성 시인선 200호 기념시선
- 《마종기 깊이 읽기》(문학과지성사, 1999)
- 《김치수 깊이 읽기》(문학과지성사, 2000)
- 《문학과지성사 30년》(문학과지성사, 2005) : 공편
- 《정명환 깊이 읽기》(문학과지성사, 2009)
- 《문학의 교육 문학을 통한 교육》(문학과지성사, 2009) : 공편

### 연구서
- 《영원한 시작》(민음사, 2005) : 공저
- 《근대적 육체와 일상의 발견》(경희대학교출판국, 2006) : 공저
- 《감염병과 인문학》(강, 2014) : 공저
- 《김수영 연구의 새로운 진화》(보고사, 2015) : 공저
- 《근대소설의 기원에 관한 한 연구》(역락, 2016)
- 《뫼비우스 분면을 떠도는 한국문학을 위한 안내서》(문학과지성사, 2016)

### 산문집
- 《문명의 배꼽》(문학과지성사, 1998)
- 《문신공방》(역락, 2005)
- 《들어라 청년들아》(사문난적, 2008)

### 역서
- 루시앙 골드만, 《숨은 신》(연구사, 1986) : 공역
- 장 뤽 낭시, 《나를 만지지 마라》(문학과지성사, 2015) : 공역